# Deuxième circonscription du Lot
La deuxième circonscription du Lot est l'une des deux circonscriptions législatives françaises que compte le département du Lot (46) situé en région Occitanie.

## Description géographique et démographique

### De 1958 à 1986
La deuxième circonscription du Lot était composée de :
- canton de Bretenoux
- canton de Cajarc
- canton de Figeac-Est
- canton de Figeac-Ouest
- canton de Gramat
- canton de Lacapelle-Marival
- canton de Latronquière
- canton de Livernon
- canton de Martel
- canton de Saint-Céré
- canton de Souillac
- canton de Sousceyrac
- canton de Vayrac

Source : Journal Officiel du 14-15 Octobre 1958.

### Depuis 1988
La deuxième circonscription du Lot est délimitée par le découpage électoral de la loi n°86-1197 du 24 novembre 1986
, elle regroupe les divisions administratives suivantes : 
- canton de Bretenoux
- canton de Cajarc
- canton de Figeac-Est
- canton de Figeac-Ouest
- canton de Gramat
- canton de Lacapelle-Marival
- canton de Latronquière
- canton de Limogne-en-Quercy
- canton de Livernon
- canton de Martel
- canton de Saint-Céré
- canton de Souillac
- canton de Sousceyrac
- canton de Vayrac.

D'après le recensement général de la population en 1999, réalisé par l'Institut national de la statistique et des études économiques (INSEE), la population totale de cette circonscription est estimée à 76464 habitants,.

## Historique des députations
| Législature | Début de mandat | Fin de mandat  | Député                                 | Parti politique | Observations                                                                                       |
| ----------- | --------------- | -------------- | -------------------------------------- | --------------- | -------------------------------------------------------------------------------------------------- |
| IXe         | 23 juin 1988    | 1er avril 1993 | Martin Malvy puis Marie-Claude Malaval | PS              | En raison de son entrée au gouvernement, Martin Malvy est remplacé par sa suppléante le 5 mai 1992 |
| Xe          | 2 avril 1993    | 21 avril 1997  | Martin Malvy,                          | PS,             | Mandat écourté à la suite d'une dissolution parlementaire décidée par Jacques Chirac.              |
| XIe         | 12 juin 1997    | 18 juin 2002   | Martin Malvy puis Jean Launay          | PS              | Martin Malvy, démissionnaire, est remplacé par Jean Launay élu le 7 juin 1998                      |
| XIIe        | 19 juin 2002    | 19 juin 2007   | Jean Launay,                           | PS,             | |
| XIIIe       | 20 juin 2007    | 19 juin 2012   | Jean Launay                            | PS              | |
| XIVe        | 20 juin 2012    | 20 juin 2017   | Jean Launay                            | PS              | |
| XVe         | 21 juin 2017    | 21 juin 2022   | Huguette Tiegna                        | LREM            | |
| XVIe        | 22 juin 2022    | 9 juin 2024    | Huguette Tiegna                        | LREM            | Mandat écourté à la suite d'une dissolution parlementaire décidée par Emmanuel Macron.             |
| XVIIe       | 8 juillet 2024  | En cours       | Christophe Proença                     | PS              | |

## Historique des élections

### Élections de 1958
| Candidat       | Candidat                 | Parti          | Premier tour | Premier tour | Second tour | Second tour |  |
| Candidat       | Candidat                 | Parti          | Voix         | %            | Voix        | %           |  |
| -------------- | ------------------------ | -------------- | ------------ | ------------ | ----------- | ----------- |  |
|                | Georges Juskiewenski élu | Radsoc         | 10 396       | 26,75        | 27 750      | 72,29       |  |
|                | Henri Thamier            | PCF            | 8 728        | 22,46        | 10 639      | 27,71       |  |
|                | André Segol              | MRP            | 6 455        | 16,61        | Retrait     | Retrait     |  |
|                | Charles Malvy            | Radsoc         | 6 133        | 15,78        | Retrait     | Retrait     |  |
|                | Armand Vaquié            | Radsoc         | 3 938        | 10,13        | Retrait     | Retrait     |  |
|                | Robert Ruscassié         | UNR            | 2 453        | 6,31         | Retrait     | Retrait     |  |
|                | Ernest Pérou             | CR             | 765          | 1,97         |             |             |  |
|                |                          |                |              |              |             |             |  |
| Inscrits       | Inscrits                 | Inscrits       | 49 879       | 100,00       | 49 877      | 100,00      |  |
| Abstentions    | Abstentions              | Abstentions    | 10 074       | 20,2         | 10 169      | 20,39       |  |
| Votants        | Votants                  | Votants        | 39 805       | 79,8         | 39 708      | 79,61       |  |
| Blancs et nuls | Blancs et nuls           | Blancs et nuls | 937          | 2,35         | 1 319       | 3,32        |  |
| Exprimés       | Exprimés                 | Exprimés       | 38 868       | 97,65        | 38 389      | 96,68       |  |

Le suppléant de Georges Juskiewenski était Antonin Moles, vétérinaire à Figeac.

### Élections de 1962
|                | Georges Juskiewenski sortant réélu | Radsoc         | 20 823 | 65,86  |  |  |  |
|                | Henri Thamier                      | PCF            | 10 794 | 34,14  |  |  |  |
|                |                                    |                |        |        |  |  |  |
| Inscrits       | Inscrits                           | Inscrits       | 49 431 | 100,00 |  |  |  |
| Abstentions    | Abstentions                        | Abstentions    | 13 458 | 27,23  |  |  |  |
| Votants        | Votants                            | Votants        | 35 973 | 72,77  |  |  |  |
| Blancs et nuls | Blancs et nuls                     | Blancs et nuls | 4 356  | 12,11  |  |  |  |
| Exprimés       | Exprimés                           | Exprimés       | 31 617 | 87,89  |  |  |  |

Le suppléant de Georges Juskiewenski était Antonin Moles.

### Élections de 1967
| Candidat       | Candidat                     | Parti          | Premier tour | Premier tour | Second tour | Second tour |  |
| Candidat       | Candidat                     | Parti          | Voix         | %            | Voix        | %           |  |
| -------------- | ---------------------------- | -------------- | ------------ | ------------ | ----------- | ----------- |  |
|                | Bernard Pons élu             | UD-Ve          | 15 166       | 37,61        | 21 615      | 54,3        |  |
|                | Georges Juskiewenski sortant | CD (PDM)       | 11 191       | 27,75        | 95          | 0,24        |  |
|                | Henri Thamier                | PCF            | 10 355       | 25,68        | 18 095      | 45,46       |  |
|                | Jean Bonnafous               | FGDS (CIR)     | 3 611        | 8,96         |             |             |  |
|                |                              |                |              |              |             |             |  |
| Inscrits       | Inscrits                     | Inscrits       | 49 499       | 100,00       | 49 499      | 100,00      |  |
| Abstentions    | Abstentions                  | Abstentions    | 8 357        | 16,88        | 7 805       | 15,77       |  |
| Votants        | Votants                      | Votants        | 41 142       | 83,12        | 41 694      | 84,23       |  |
| Blancs et nuls | Blancs et nuls               | Blancs et nuls | 819          | 1,99         | 1 889       | 4,53        |  |
| Exprimés       | Exprimés                     | Exprimés       | 40 323       | 98,01        | 39 805      | 95,47       |  |

Le suppléant de Bernard Pons était Guy Murat, maire de Cajarc.

### Élections de 1968
| Candidat       | Candidat                   | Parti          | Premier tour | Premier tour | Second tour | Second tour |  |
| Candidat       | Candidat                   | Parti          | Voix         | %            | Voix        | %           |  |
| -------------- | -------------------------- | -------------- | ------------ | ------------ | ----------- | ----------- |  |
|                | Bernard Pons sortant réélu | UDR (URP)      | 17 277       | 42,69        | 19 715      | 48,16       |  |
|                | Georges Juskiewenski       | CD (PDM)       | 8 597        | 21,24        | 5 331       | 13,02       |  |
|                | Henri Thamier              | PCF            | 7 777        | 19,22        | Retrait     | Retrait     |  |
|                | Martin Malvy               | FGDS (Radical) | 6 201        | 15,32        | 15 893      | 38,82       |  |
|                | Georges Solal              | PSU            | 615          | 1,52         |             |             |  |
|                |                            |                |              |              |             |             |  |
| Inscrits       | Inscrits                   | Inscrits       | 49 178       | 100,00       | 49 180      | 100,00      |  |
| Abstentions    | Abstentions                | Abstentions    | 8 181        | 16,64        | 7 819       | 15,9        |  |
| Votants        | Votants                    | Votants        | 40 997       | 83,36        | 41 361      | 84,1        |  |
| Blancs et nuls | Blancs et nuls             | Blancs et nuls | 530          | 1,29         | 422         | 1,02        |  |
| Exprimés       | Exprimés                   | Exprimés       | 40 467       | 98,71        | 40 939      | 98,98       |  |

Le suppléant de Bernard Pons était Guy Murat. Guy Murat remplaça Bernard Pons, nommé membre du gouvernement, du 23 juillet 1969 au 1er avril 1973.

### Élections de 1973
| Candidat       | Candidat                   | Parti          | Premier tour | Premier tour | Second tour | Second tour |  |
| Candidat       | Candidat                   | Parti          | Voix         | %            | Voix        | %           |  |
| -------------- | -------------------------- | -------------- | ------------ | ------------ | ----------- | ----------- |  |
|                | Bernard Pons sortant réélu | UDR (URP)      | 19 099       | 45,17        | 22 364      | 50,3        |  |
|                | Martin Malvy               | PS (UGSD)      | 12 897       | 30,5         | 22 099      | 49,7        |  |
|                | Henri Thamier              | PCF            | 7 714        | 18,24        | Retrait     | Retrait     |  |
|                | Pierre Grouillet           | MR             | 1 627        | 3,85         |             |             |  |
|                | Daniel Lompuech            | PSU            | 944          | 2,23         |             |             |  |
|                |                            |                |              |              |             |             |  |
| Inscrits       | Inscrits                   | Inscrits       | 50 571       | 100,00       | 50 572      | 100,00      |  |
| Abstentions    | Abstentions                | Abstentions    | 7 536        | 14,9         | 5 548       | 10,97       |  |
| Votants        | Votants                    | Votants        | 43 035       | 85,1         | 45 024      | 89,03       |  |
| Blancs et nuls | Blancs et nuls             | Blancs et nuls | 754          | 1,75         | 561         | 1,25        |  |
| Exprimés       | Exprimés                   | Exprimés       | 42 281       | 98,25        | 44 463      | 98,75       |  |

Le suppléant de Bernard Pons était Guy Murat.
L'élection est validée par le conseil constitutionnel malgré des contestations concernant la propagande électorale ou le vote par correspondance. Les résultats rectifiés au second tour donnent 22 128 voix à Pons contre 22 097 voix pour Malvy.
Bernard Pons se présente en 1978 dans la Deuxième circonscription de l'Essonne.

### Élections de 1978
| Candidat       | Candidat           | Parti          | Premier tour | Premier tour | Second tour | Second tour |  |
| Candidat       | Candidat           | Parti          | Voix         | %            | Voix        | %           |  |
| -------------- | ------------------ | -------------- | ------------ | ------------ | ----------- | ----------- |  |
|                | Alain Chastagnol   | RPR            | 19 256       | 40,31        | 22 050      | 44,55       |  |
|                | Martin Malvy élu   | PS             | 18 276       | 38,26        | 27 442      | 55,45       |  |
|                | Fernand Vidal      | PCF            | 7 068        | 14,79        | Retrait     | Retrait     |  |
|                | Antoine Soto       | PSU (FA)       | 1 255        | 2,63         |             |             |  |
|                | François Juillet   | UDF (Rad)      | 1 115        | 2,33         |             |             |  |
|                | Danielle Mouminoux | LO             | 803          | 1,68         |             |             |  |
|                |                    |                |              |              |             |             |  |
| Inscrits       | Inscrits           | Inscrits       | 55 587       | 100,00       | 55 576      | 100,00      |  |
| Abstentions    | Abstentions        | Abstentions    | 6 910        | 12,43        | 5 390       | 9,7         |  |
| Votants        | Votants            | Votants        | 48 677       | 87,57        | 50 186      | 90,3        |  |
| Blancs et nuls | Blancs et nuls     | Blancs et nuls | 904          | 1,86         | 694         | 1,38        |  |
| Exprimés       | Exprimés           | Exprimés       | 47 773       | 98,14        | 49 492      | 98,62       |  |

Le suppléant de Martin Malvy était Edmond Massaud, conseiller général du canton de Souillac.

### Élections de 1981
|                | Martin Malvy sortant réélu | PS             | 23 771 | 54,14  |  |  |  |
|                | Robert Bories              | RPR (UNM)      | 15 683 | 35,72  |  |  |  |
|                | Yannick Stéphant           | PCF            | 4 452  | 10,14  |  |  |  |
|                |                            |                |        |        |  |  |  |
| Inscrits       | Inscrits                   | Inscrits       | 56 422 | 100,00 |  |  |  |
| Abstentions    | Abstentions                | Abstentions    | 11 897 | 21,09  |  |  |  |
| Votants        | Votants                    | Votants        | 44 525 | 78,91  |  |  |  |
| Blancs et nuls | Blancs et nuls             | Blancs et nuls | 619    | 1,39   |  |  |  |
| Exprimés       | Exprimés                   | Exprimés       | 43 906 | 98,61  |  |  |  |

Le suppléant de Martin Malvy était Edmond Massaud. Edmond Massaud remplaça Martin Malvy, nommé membre du gouvernement, du 24 août 1984 au 1er avril 1986.

### Élections de 1988
|                | Martin Malvy sortant réélu | PS             | 25 516 | 54,97  |  |  |  |
|                | Alain Chastagnol sortant   | RPR (URC)      | 16 623 | 35,81  |  |  |  |
|                | Jean-Claude Bouzou         | PCF            | 2 759  | 5,94   |  |  |  |
|                | François-Marie Perrier     | FN             | 1 518  | 3,27   |  |  |  |
|                |                            |                |        |        |  |  |  |
| Inscrits       | Inscrits                   | Inscrits       | 60 680 | 100,00 |  |  |  |
| Abstentions    | Abstentions                | Abstentions    | 13 318 | 21,95  |  |  |  |
| Votants        | Votants                    | Votants        | 47 362 | 78,05  |  |  |  |
| Blancs et nuls | Blancs et nuls             | Blancs et nuls | 946    | 2      |  |  |  |
| Exprimés       | Exprimés                   | Exprimés       | 46 416 | 98     |  |  |  |

La suppléante de Martin Malvy était Marie-Claude Malaval. Marie-Claude Malaval remplaça Martin Malvy, nommé membre du gouvernement, du 5 mai 1992 au 1er avril 1993.

### Élections de 1993
| Candidat       | Candidat                   | Parti          | Premier tour | Premier tour | Second tour | Second tour |  |
| Candidat       | Candidat                   | Parti          | Voix         | %            | Voix        | %           |  |
| -------------- | -------------------------- | -------------- | ------------ | ------------ | ----------- | ----------- |  |
|                | Martin Malvy sortant réélu | PS (ADFP)      | 15 858       | 35,48        | 25 209      | 53,81       |  |
|                | Alain Chastagnol           | RPR (UPF)      | 10 956       | 24,52        | 21 643      | 46,19       |  |
|                | Serge Juskiewenski         | Divers droite  | 8 657        | 19,37        | Retrait     | Retrait     |  |
|                | Jean-Claude Bouzou         | PCF            | 2 849        | 6,37         |             |             |  |
|                | Guy Maynard                | GÉ (EÉ)        | 2 305        | 5,16         |             |             |  |
|                | Jacques Tauran             | FN             | 1 906        | 4,26         |             |             |  |
|                | Monique Ferrie             | LT-LNÉ         | 956          | 2,14         |             |             |  |
|                | Jean Marc Isnard           | LO             | 587          | 1,31         |             |             |  |
|                | Roger Lluis                | PLN            | 484          | 1,08         |             |             |  |
|                | Serge Grillot              | Divers         | 133          | 0,3          |             |             |  |
|                |                            |                |              |              |             |             |  |
| Inscrits       | Inscrits                   | Inscrits       | 61 287       | 100,00       | 61 287      | 100,00      |  |
| Abstentions    | Abstentions                | Abstentions    | 14 042       | 22,91        | 11 828      | 19,3        |  |
| Votants        | Votants                    | Votants        | 47 245       | 77,09        | 49 459      | 80,7        |  |
| Blancs et nuls | Blancs et nuls             | Blancs et nuls | 2 554        | 5,41         | 2 607       | 5,27        |  |
| Exprimés       | Exprimés                   | Exprimés       | 44 691       | 94,59        | 46 852      | 94,73       |  |

Le suppléant de Martin Malvy était Jean Launay, Vice-président du conseil général, conseiller général du canton de Bretenoux.

### Élections de 1997
| Candidat       | Candidat                   | Parti          | Premier tour | Premier tour | Second tour | Second tour |  |
| Candidat       | Candidat                   | Parti          | Voix         | %            | Voix        | %           |  |
| -------------- | -------------------------- | -------------- | ------------ | ------------ | ----------- | ----------- |  |
|                | Martin Malvy sortant réélu | PS             | 17 930       | 41,67        | 26 893      | 60,57       |  |
|                | Alain Chastagnol           | RPR            | 12 988       | 30,18        | 17 510      | 39,43       |  |
|                | Bernadette Baloche         | PCF            | 4 143        | 9,63         |             |             |  |
|                | Bernard Vayssouze          | FN             | 2 727        | 6,34         |             |             |  |
|                | Philippe Issart            | Divers gauche  | 1 438        | 3,34         |             |             |  |
|                | Jean Zin                   | Les Verts      | 1 226        | 2,85         |             |             |  |
|                | Jean-Marc Isnard           | LO             | 886          | 2,06         |             |             |  |
|                | François Chabaud           | Divers droite  | 603          | 1,4          |             |             |  |
|                | Guy Maynard                | Divers         | 587          | 1,36         |             |             |  |
|                | Philippe Vilmen            | MÉI            | 501          | 1,16         |             |             |  |
|                |                            |                |              |              |             |             |  |
| Inscrits       | Inscrits                   | Inscrits       | 60 422       | 100,00       | 60 420      | 100,00      |  |
| Abstentions    | Abstentions                | Abstentions    | 14 446       | 23,91        | 12 788      | 21,17       |  |
| Votants        | Votants                    | Votants        | 45 976       | 76,09        | 47 632      | 78,83       |  |
| Blancs et nuls | Blancs et nuls             | Blancs et nuls | 2 947        | 6,41         | 3 229       | 6,78        |  |
| Exprimés       | Exprimés                   | Exprimés       | 43 029       | 93,59        | 44 403      | 93,22       |  |

Le suppléant de Martin Malvy était Jean Launay, maire de Bretenoux.
Souhaitant se consacrer à ses mandats locaux, Martin Malvy démissionne.

### Élections partielles de 1998
|                                | Jean Launay élu    | PS             | 15 569 | 50,50  |  |  |  |
|                                | Christian Roussel  | RPR (APF)      | 10 613 | 34,43  |  |  |  |
|                                | Bernadette Baloche | PCF            | 3 099  | 10,05  |  |  |  |
|                                | Bernard Vayssouze  | FN             | 1546   | 5,02   |  |  |  |
|                                |                    |                |        |        |  |  |  |
| Inscrits                       | Inscrits           | Inscrits       | 61 467 | 100,00 |  |  |  |
| Abstentions                    | Abstentions        | Abstentions    | 28 964 | 47,12  |  |  |  |
| Votants                        | Votants            | Votants        | 32 503 | 52,88  |  |  |  |
| Blancs et nuls                 | Blancs et nuls     | Blancs et nuls | 1 676  | 5,16   |  |  |  |
| Exprimés                       | Exprimés           | Exprimés       | 30 827 | 94,84  |  |  |  |
| Source : Le Monde , La Dépêche |                    |                |        |        |  |  |  |

Le suppléant de Jean Launay est André Mellinger, conseiller général de Figeac-Ouest et adjoint au maire de Figeac.

### Élections de 2002
| Candidat       | Candidat                     | Parti             | Premier tour | Premier tour | Second tour | Second tour |  |
| Candidat       | Candidat                     | Parti             | Voix         | %            | Voix        | %           |  |
| -------------- | ---------------------------- | ----------------- | ------------ | ------------ | ----------- | ----------- |  |
|                | Jean Launay sortant réélu    | PS (PRG)          | 16 712       | 37,75        | 23 233      | 53,16       |  |
|                | Monique Martignac            | UMP               | 15 497       | 35           | 20 471      | 46,84       |  |
|                | Yves Cubaynes                | CPNT              | 2 656        | 6            |             |             |  |
|                | Jérôme Landes                | FN                | 2 638        | 5,96         |             |             |  |
|                | Nicole Rodier                | PCF               | 1 976        | 4,46         |             |             |  |
|                | Marie-Christine Jeandreau    | LCR               | 1 092        | 2,47         |             |             |  |
|                | Vincent Charpentier          | Les Verts         | 958          | 2,16         |             |             |  |
|                | Roland Rebois                | Pôle républicain  | 726          | 1,64         |             |             |  |
|                | Odette Molina                | Extrême droite    | 643          | 1,45         |             |             |  |
|                | Jean-Marc Isnard             | LO                | 449          | 1,01         |             |             |  |
|                | Philippe Faramus             | MNR               | 284          | 0,64         |             |             |  |
|                | André Gallego                | GÉ                | 247          | 0,56         |             |             |  |
|                | Sylvie Bertrand Epouse Gabas | Régionaliste (PO) | 217          | 0,49         |             |             |  |
|                | Patrick Quemper              | Divers            | 127          | 0,29         |             |             |  |
|                | Jean-Marc Duval              | Divers            | 50           | 0,11         |             |             |  |
|                |                              |                   |              |              |             |             |  |
| Inscrits       | Inscrits                     | Inscrits          | 62 734       | 100,00       | 62 733      | 100,00      |  |
| Abstentions    | Abstentions                  | Abstentions       | 16 969       | 27,05        | 17 099      | 27,26       |  |
| Votants        | Votants                      | Votants           | 45 765       | 72,95        | 45 634      | 72,74       |  |
| Blancs et nuls | Blancs et nuls               | Blancs et nuls    | 1 493        | 3,26         | 1 930       | 4,23        |  |
| Exprimés       | Exprimés                     | Exprimés          | 44 272       | 96,74        | 43 704      | 95,77       |  |

La suppléante de Jean Launay était Marie Molina, professeur d'Anglais, conseillère municipale de Figeac.

### Élections de 2007
| Candidat       | Candidat                  | Parti          | Premier tour | Premier tour | Second tour | Second tour |  |
| Candidat       | Candidat                  | Parti          | Voix         | %            | Voix        | %           |  |
| -------------- | ------------------------- | -------------- | ------------ | ------------ | ----------- | ----------- |  |
|                | Jean Launay sortant réélu | PS             | 18 472       | 42,75        | 25 983      | 59,28       |  |
|                | Monique Martignac         | UMP            | 14 586       | 33,76        | 17 847      | 40,72       |  |
|                | Édouard de Broglie        | UDF–MoDem      | 2 383        | 5,52         |             |             |  |
|                | Antoine Soto              | Les Verts      | 1 471        | 3,4          |             |             |  |
|                | Christophe Schimmel       | PCF            | 1 174        | 2,72         |             |             |  |
|                | Nathalie Gaspard          | LCR            | 1 136        | 2,63         |             |             |  |
|                | Chantal Delmas            | CPNT           | 993          | 2,3          |             |             |  |
|                | Danièle Vallée            | FN             | 858          | 1,99         |             |             |  |
|                | Thierry Vigreux           | MPF            | 622          | 1,44         |             |             |  |
|                | Michel Chérance           | Divers         | 370          | 0,86         |             |             |  |
|                | Jean-Marc Isnard          | LO             | 299          | 0,69         |             |             |  |
|                | Jean-Claude Soulié        | diss. PCF      | 272          | 0,63         |             |             |  |
|                | Marc Bisson               | NC             | 228          | 0,53         |             |             |  |
|                | Guy Causse                | MNR            | 177          | 0,41         |             |             |  |
|                | Alain Rey                 | PT             | 165          | 0,38         |             |             |  |
|                |                           |                |              |              |             |             |  |
| Inscrits       | Inscrits                  | Inscrits       | 64 697       | 100,00       | 64 600      | 100,00      |  |
| Abstentions    | Abstentions               | Abstentions    | 20 232       | 31,27        | 19 310      | 29,89       |  |
| Votants        | Votants                   | Votants        | 44 465       | 68,73        | 45 290      | 70,11       |  |
| Blancs et nuls | Blancs et nuls            | Blancs et nuls | 1 259        | 2,83         | 1 460       | 3,22        |  |
| Exprimés       | Exprimés                  | Exprimés       | 43 206       | 97,17        | 43 830      | 96,78       |  |

### Élections de 2012
|                | Jean Launay sortant réélu     | PS             | 21 824 | 52,76  |  |  |  |
|                | Ellen Dausse                  | PRV (NC, UMP)  | 8 449  | 20,42  |  |  |  |
|                | Julia Plane                   | RBM (FN)       | 4 084  | 9,87   |  |  |  |
|                | Bernadette Baloche            | FG (PCF)       | 3 264  | 7,89   |  |  |  |
|                | Florence Gaudefroy-Demombynes | EÉLV           | 1 564  | 3,78   |  |  |  |
|                | Jean-Claude Tassain           | CpF (MoDem)    | 1 484  | 3,59   |  |  |  |
|                | Cyrille Garcia                | LFA (AÉI)      | 333    | 0,81   |  |  |  |
|                | Gérard Barde                  | NPA            | 223    | 0,54   |  |  |  |
|                | Jean-Marc Isnard              | LO             | 141    | 0,34   |  |  |  |
|                |                               |                |        |        |  |  |  |
| Inscrits       | Inscrits                      | Inscrits       | 64 982 | 100,00 |  |  |  |
| Abstentions    | Abstentions                   | Abstentions    | 22 497 | 34,62  |  |  |  |
| Votants        | Votants                       | Votants        | 42 485 | 65,38  |  |  |  |
| Blancs et nuls | Blancs et nuls                | Blancs et nuls | 1 119  | 2,63   |  |  |  |
| Exprimés       | Exprimés                      | Exprimés       | 41 366 | 97,37  |  |  |  |

### Élections de 2017
|                                                                     |                                                                        |                           |                           |                          |                          |
|                                                                     |                                                                        | Premier tour 11 juin 2017 | Premier tour 11 juin 2017 | Second tour 18 juin 2017 | Second tour 18 juin 2017 |
|                                                                     |                                                                        |                           |                           |                          |                          |
|                                                                     |                                                                        | Nombre                    | % des inscrits            | Nombre                   | % des inscrits           |
| Inscrits                                                            | Inscrits                                                               | 65 363                    | 100,00                    | 65 345                   | 100,00                   |
| Abstentions                                                         | Abstentions                                                            | 26 949                    | 41,23                     | 30 913                   | 47,31                    |
| Votants                                                             | Votants                                                                | 38 414                    | 58,77                     | 34 432                   | 52,69                    |
|                                                                     |                                                                        |                           | % des votants             |                          | % des votants            |
| Bulletins blancs                                                    | Bulletins blancs                                                       | 707                       | 1,84                      | 2 632                    | 7,64                     |
| Bulletins nuls                                                      | Bulletins nuls                                                         | 427                       | 1,11                      | 1 782                    | 5,18                     |
| Suffrages exprimés                                                  | Suffrages exprimés                                                     | 37 280                    | 97,05                     | 30 018                   | 87,18                    |
|                                                                     |                                                                        |                           |                           |                          |                          |
| Candidat Étiquette politique (partis et alliances)                  | Candidat Étiquette politique (partis et alliances)                     | Voix                      | % des exprimés            | Voix                     | % des exprimés           |
|                                                                     |                                                                        |                           |                           |                          |                          |
|                                                                     | Huguette Tiegna La République en marche                                | 13 206                    | 35,42                     | 15 985                   | 53,25                    |
|                                                                     | Vincent Labarthe Parti socialiste                                      | 7 116                     | 19,09                     | 14 033                   | 46,75                    |
|                                                                     | Pierre Dufour La France insoumise                                      | 5 758                     | 15,45                     |                          |                          |
|                                                                     | Antoine Loredo Union des démocrates et indépendants (Les Républicains) | 3 630                     | 9,74                      |                          |                          |
|                                                                     | Virginie Castagnol Front national                                      | 3 156                     | 8,47                      |                          |                          |
|                                                                     | Florence Rouch Europe Écologie Les Verts                               | 1 360                     | 3,65                      |                          |                          |
|                                                                     | Roland Hureaux Divers droite                                           | 1 325                     | 3,55                      |                          |                          |
|                                                                     | Christian Ribeyrotte Parti communiste français                         | 892                       | 2,39                      |                          |                          |
|                                                                     | Marie-Rose Bonneval Divers (Parti du vote blanc)                       | 342                       | 0,92                      |                          |                          |
|                                                                     | Nathalie Moquet Divers (Union populaire républicaine)                  | 291                       | 0,78                      |                          |                          |
|                                                                     | Jean-Marc Isnard Lutte ouvrière                                        | 204                       | 0,55                      |                          |                          |
| Source : Ministère de l'Intérieur - Deuxième circonscription du Lot |                                                                        |                           |                           |                          |                          |

### Élections de 2022
| Résultats des élections législatives des 12 et 19 juin 2022 de la 2e circonscription du Lot |                           |                                                                                                   |                          |              |              |             |             |
| Candidat                                                                                    | Candidat                  | Parti et coalition                                                                                | Nuance                   | Premier tour | Premier tour | Second tour | Second tour |
| Candidat                                                                                    | Candidat                  | Parti et coalition                                                                                | Nuance                   | Voix         | %            | Voix        | %           |
|                                                                                             | Thierry Grossemy,         | LFI (NUPES)                                                                                       | NUP                      | 9 116        | 23,73        | 12 618      | 33,80       |
|                                                                                             | Huguette Tiegna           | LREM (ENS)                                                                                        | ENS                      | 9 103        | 23,70        | 12 744      | 34,14       |
|                                                                                             | Christophe Proença        | PS diss.                                                                                          | DVG                      | 8 895        | 23,16        | 11 966      | 32,06       |
|                                                                                             | Armelle Le Gloannec       | RN                                                                                                | RN                       | 4 735        | 12,33        |             |             |
|                                                                                             | Louis Bontemps            | LR                                                                                                | LR                       | 3 119        | 8,12         |             |             |
|                                                                                             | Stanislas Salauze         | REC                                                                                               | REC                      | 1 224        | 3,19         |             |             |
|                                                                                             | Frédéric Barbier Damiette | CRIC                                                                                              | DIV                      | 622          | 1,62         |             |             |
|                                                                                             | Alexis Forestié           | SE                                                                                                | DVG                      | 551          | 1,43         |             |             |
|                                                                                             | Bruno Lucas               | L'Engagement (parti politique fondé par Arnaud Montebourg) (Fédération de la gauche républicaine) | DVG                      | 416          | 1,08         |             |             |
|                                                                                             | Marie-Michèle Viau        | LO                                                                                                | DXG                      | 250          | 0,65         |             |             |
|                                                                                             | Roland Astoul             | SE                                                                                                | DVD                      | 228          | 0,59         |             |             |
|                                                                                             | Alain Millard             | POID                                                                                              | DXG                      | 153          | 0,40         |             |             |
| Votes valides                                                                               | Votes valides             | Votes valides                                                                                     | Votes valides            | 38 412       | 97,07        | 37 328      | 94,47       |
| Votes blancs                                                                                | Votes blancs              | Votes blancs                                                                                      | Votes blancs             | 759          | 1,92         | 1 312       | 3,32        |
| Votes nuls                                                                                  | Votes nuls                | Votes nuls                                                                                        | Votes nuls               | 402          | 1,02         | 874         | 2,21        |
| Total                                                                                       | Total                     | Total                                                                                             | Total                    | 39 573       | 100          | 39 514      | 100         |
| Abstention                                                                                  | Abstention                | Abstention                                                                                        | Abstention               | 27 106       | 40,65        | 27 160      | 40,74       |
| Inscrits / participation                                                                    | Inscrits / participation  | Inscrits / participation                                                                          | Inscrits / participation | 66 679       | 59,35        | 66 674      | 59,26       |

### Élections de 2024
| Candidat                 | Candidat                 | Parti et coalition       | Nuance                   | Premier tour | Premier tour | Second tour | Second tour |
| Candidat                 | Candidat                 | Parti et coalition       | Nuance                   | Voix         | %            | Voix        | %           |
| ------------------------ | ------------------------ | ------------------------ | ------------------------ | ------------ | ------------ | ----------- | ----------- |
|                          | Christophe Proença       | PS (NFP)                 | UG                       | 18 079       | 38,22        | 22 373      | 46,83       |
|                          | Gérard Blanchet          | RN                       | RN                       | 14 369       | 30,38        | 15 530      | 32,51       |
|                          | Huguette Tiegna          | RE (ENS)                 | ENS                      | 12 752       | 26,96        | 9 870       | 20,66       |
|                          | Daniel Paget             | SE (CC)                  | DIV                      | 1 237        | 2,67         |             |             |
|                          | Marie-Michèle Viau       | LO                       | EXG                      | 607          | 1,28         |             |             |
|                          | Rabah Bouguerra          | SE                       | DVG                      | 259          | 0,55         |             |             |
|                          |                          |                          |                          |              |              |             |             |
| Suffrages exprimés       | Suffrages exprimés       | Suffrages exprimés       | Suffrages exprimés       | 47 303       | 95,96        | 47 775      | 96,11       |
| Votes blancs             | Votes blancs             | Votes blancs             | Votes blancs             | 1 114        | 2,26         | 1 232       | 2,50        |
| Votes nuls               | Votes nuls               | Votes nuls               | Votes nuls               | 880          | 1,79         | 692         | 1,39        |
| Total                    | Total                    | Total                    | Total                    | 49 297       | 100          | 49 709      | 100         |
| Abstention               | Abstention               | Abstention               | Abstention               | 17 023       | 25,67        | 16 612      | 25,05       |
| Inscrits / participation | Inscrits / participation | Inscrits / participation | Inscrits / participation | 66 320       | 74,33        | 66 321      | 74,95       |

#### Département du Lot
- La fiche de l'INSEE de cette circonscription : « Tableaux et Analyses de la deuxième circonscription du Lot », sur insee.fr, site de l'Institut national de la statistique et des études économiques (consulté le 10 juin 2007) [PDF]

- « Tous les députés du département du Lot depuis 1789 », sur assemblee-nationale.fr, site de l'Assemblée nationale française (consulté le 10 juin 2007)

- « Informations contentieuses sur le département du Lot (Élections législatives de 2002) »(Archive.org • Wikiwix • Archive.is • Google • Que faire ?), sur conseil-constitutionnel.fr, site du Conseil constitutionnel (consulté le 13 juin 2007)

#### Circonscriptions en France
- « Carte des circonscriptions législatives en France », sur assemblee-nationale.fr, site de l'Assemblée nationale française (consulté le 10 juin 2007)

- « Résultats électoraux officiels en France »(Archive.org • Wikiwix • Archive.is • Google • Que faire ?), sur interieur.gouv.fr, site du ministère de l'Intérieur (France) (consulté le 13 juin 2007)

- Description et Atlas des circonscriptions électorales de France sur http://www.atlaspol.com, Atlaspol, site de cartographie géopolitique, consulté le 13 juin 2007.